# Gisbert zu Putlitz
Gisbert Freiherr zu Putlitz, eigentlich: Gisbert Gans Edler Herr zu Putlitz (* 14. Februar 1931 in Rostock) ist ein deutscher Physiker, Hochschullehrer und Wissenschaftsmanager. Er war Rektor der Universität Heidelberg und der Hochschule für Jüdische Studien in Heidelberg und Präsident der Heidelberger Akademie der Wissenschaften.

## Leben
Gisbert zu Putlitz entstammt dem märkischen Uradelsgeschlecht Gans zu Putlitz. Nach dem Zweiten Weltkrieg wurde das Gut der Eltern in Groß Pankow in der Mark Brandenburg, wie alle Begüterungen über 100 ha, entschädigungslos enteignet, der Vater Waldemar zu Putlitz kam beim Einmarsch der Roten Armee am 2. Mai 1945 ums Leben. Putlitz wurde faktischer Erbe von Groß Pankow und Barskewitz. Er war neben der Schule zunächst als Landarbeiter und Holzfäller tätig. So ernährte Gisbert seine Mutter Anna-Elisabeth, geb. von Wolffersdorff, und die drei Schwestern Ursula, Erika und Elisabeth. Es folgte die Flucht in den Westen und das Abitur in Erlangen. In Erlangen heiratete die Mutter Josef Wilhelm Freiherr von Bissing. Zwischen 1951 und 1953 absolvierte Gisbert zu Putlitz eine Mechanikerlehre bei den Zündapp-Werken in Nürnberg. Ende 1953 begann er ein Physikstudium in Heidelberg, das er 1961 mit dem Diplom abschloss. 1962 wurde er in Heidelberg bei Hans Kopfermann promoviert. Bereits 1960 hatte er in Heidelberg Haide Beckers, Tochter der Ärztin Cläre Koehne und des Arztes Hans Beckers, geheiratet.
Anschließend war er wissenschaftlicher Assistent am 1. Physikalischen Institut, wo er eine Arbeitsgruppe leitete. 1966 habilitierte er sich in Heidelberg und wurde Oberassistent. 1967/68 war er Gastwissenschaftler und Lecturer an der Yale University. 1969 wurde er wissenschaftlicher Rat und kurz darauf außerplanmäßiger Professor in Heidelberg und forschte als Stipendiat der Volkswagenstiftung (1969 bis 1972) an verschiedenen Beschleunigeranlagen wie dem LAMPF des Los Alamos National Laboratory, an der Columbia University (Nevis Cyclotron), am Schweizer Institut für Nuklearphysik (SIN) in Villigen (heute ein Teil des Paul Scherrer Instituts) und dem britischen Rutherford Appleton Laboratory. 1973 wurde er ordentlicher Professor in Heidelberg, wo er schon ab 1972 kommissarisch das Institut für Angewandte Physik leitete.
Von 1978 bis 1983 leitete er die Gesellschaft für Schwerionenforschung in Darmstadt, wo seinerzeit die ersten superschweren Elemente entdeckt wurden. Gleichzeitig war er von 1981 bis 1983 Vorsitzender der damaligen „Arbeitsgemeinschaft der Großforschungseinrichtungen“, der heutigen Helmholtz-Gemeinschaft, nachdem er schon ab 1979 im Direktorium war. Von 1983 bis 1987 war er Rektor der Universität Heidelberg; in seine Rektorenzeit fiel 1986 das 600-jährige Jubiläum der Universität, das über ein ganzes Jahr begangen wurde. Von 2000 bis 2003 war zu Putlitz Präsident der Heidelberger Akademie der Wissenschaften. Von 1986 bis 2008 war zu Putlitz geschäftsführender Vorsitzender des Vorstands der Gottlieb Daimler- und Karl Benz-Stiftung. Zu Putlitz knüpfte als Wissenschaftler intensive Kontakte zur Sowjetunion, zu Polen und auch zu China und nach Vietnam.
Wissenschaftlich hat zu Putlitz in der Kern- und Atomphysik, Elementarteilchenphysik und Festkörperphysik (Quantenflüssigkeiten) gearbeitet.
1978 wurde er Fellow der American Physical Society. Er ist Mitglied der Europäischen Akademie der Wissenschaften und Künste, der Heidelberger Akademie der Wissenschaften, der Berlin-Brandenburgischen Akademie der Wissenschaften und der Academia Europaea (1991). Seit 1993 ist er außerdem Mitglied der Leopoldina. Zudem ist er seit 1981 auswärtiges wissenschaftliches Mitglied der Max-Planck-Gesellschaft am Max-Planck-Institut für Kernphysik in Heidelberg. Putlitz ist auch Mitglied der Deutschen Akademie der Technikwissenschaften (Acatech).
Gisbert zu Putlitz kümmert sich mit seinen drei Söhnen auch um das zurückerworbene Gut in Brandenburg. 1992 wurde er Gründer des Förderkreises Stift Marienfließ.

## Schriften
- zu Putlitz (Herausgeber), Interdisciplinary Science Reviews, Band 9, Heft 4, 1984, Sonderheft zu Schwerionenphysik
- Klaus Peter Jungmann (Herausgeber): Atomic physics methods in modern research: selection of papers dedicated to Gisbert zu Putlitz on the occasion of his 65th birthday, Springer, Lecturenotes in Physics, Band 499, 1997
- zu Putlitz (Herausgeber): Atomic Physics 4, 4. International Conference on Atomic Physics, Heidelberg 1974, Plenum Press 1975
- zu Putlitz: Von der "Kammerphysik" zur Großforschung, in I. Appenzeller u. a. (Hrsg.), Heidelberger Physiker berichten, Band 2, Universitätsbibliothek Heidelberg 2017 (Erinnerungen, sowie Rektor des großen Universitätsjubiläums)

## Quelle
- Akademie der Wissenschaften zu Berlin, Jahrbuch 1987. (Biographien der Mitglieder)
- Deutsches Adelsarchiv, Hans Friedrich von Ehrenkrook (Hrsg.): Friedrich Wilhelm Euler, Walter von Hueck. Et. al. (Red.): Genealogisches Handbuch der Freiherrlichen Häuser. A (Uradel). 1963. Band V, Band 30 der Gesamtreihe GHdA, C. A. Starke Verlag, Limburg an der Lahn 1963, ISSN 0435-2408, S. 99–101.